# Бодров, Виктор Кириллович
Ви́ктор Кири́ллович Бодро́в (26 декабря 1912  [8 января 1913], Санкт-Петербург — 13 февраля 1979, Ленинград) — советский футболист, полузащитник.

## Биография
Начал играть в 1926 году в юношеской команде Выборгского района Ленинграда. В 17 лет выступал за команду ЛМЗ. После службы в армии вместе со старшим братом Павлом играл за ленинградскую «Красную Зарю», в составе которой выступал до 1939 года. За это время включался в состав сборной города, принимал участие во встречах со сборными Турции и Москвы. Накануне сезона 1940 года перешёл в «Зенит», за который играл до 1948 года. Обладая хладнокровием и сильным ударом, являлся штатным пенальтистом и исполнителем штрафных ударов в команде. Однако процент реализации пенальти у Бодрова был невысок, например, в матче чемпионата 1945 года вратарь московского «Динамо» Алексей Хомич отразил два удара Бодрова.
После завершения карьеры игрока тренировал детские и заводские команды Ленинграда. Старший тренер команды завода «Прогресс», которая как обладатель Кубка Ленинграда провела два матча в Кубке СССР 1949. Вместе с командой «Светлана» в 1957—1960 становился четырёхкратным чемпионом Ленинграда.

## Достижения
Как игрок
- Обладатель Кубка СССР: 1944
- Финалист Кубка СССР: 1938
- Финалист Спартакиады ВЦСПС (1932), победитель 2-й группы Спартакиады ВЦСПС (1935).
- Чемпион Ленинграда (1932).

Как тренер
- чемпион Ленинграда (1-я клубная команда «Светланы», 1957—1960).